# Ismail Salihović
Ismail Salihović (serbisch-kyrillisch Исмаил Салиховић; * 2. Juli 2003 in Novi Pazar) ist ein serbischer Fußballspieler.

## Karriere
Ismail Salihović erlernte das Fußballspielen in der Jugend des FK Novi Pazar in Novi Pazar. Von Oktober 2021 bis Juni 2024 spielte er bei unterklassigen serbischen Vereinen von FK Bane Raška, Ras Novi Pazar, FK Tutin und FK Josanica. Ende Juni 2024 zog es ihn nach Singapur. Hier unterschrieb er einen Vertrag beim Erstligisten Hougang United. Sein Erstligadebüt gab Salihović am 14. Juli 2024 (8. Spieltag) im Heimspiel gegen die Young Lions. Bei dem 2:2-Unentschieden stand er in der Startelf und wurde in der 75. Minute gegen Ajay Robson ausgewechselt. Bis Saisonende bestritt er zwanzig Ligaspiele und drei Pokalspiele.